# Gamle Major (Kammerat Napoleon)
Gamle Major er den første hovedfigur i den engelske forfatter George Orwells roman Kammerat Napoleon (originaltitel Animal Farm). Denne præmieorne er den venlige og bedstefar-agtige ændringens filosof – tydeligvis en metafor for Karl Marx, selvom Gamle Major til dels også er inspireret af Vladimir Lenin . Gamle Major foreslår en løsning på dyrenes desperate lod under gårdejeren mr. Jones' "ledelse" (Jones repræsenterer zaren og autokratiet), da han inspirerer dyrene til at gøre oprør. 
Efter Gamle Majors død (som sker tre dage efter hans tale til dyrene), bliver den socialisme han har plæderet for, drastisk ændret, da Napoleon og de andre grise begynder at være de dominerende dyr på Dyrenes Gård. Det er interessant at bemærke, at Orwell ikke nævner hverken Napoleon eller Snowball på noget tidspunkt under Gamle Majors tale. Det viser hvor lidt kontakt med virkeligheden de har, Gamle Majors idealer har tilsyneladende slet ikke være overvejet, da de opretter deres nye regering efter den vellykkede revolution. Det virker nærmest, som om grisene har brugt inspirationen fra Gamle Major til deres egen fordel i stedet for at gennemføre Gamle Majors oprigtigt mente forslag. Dette svarer meget godt til Stalin, som Napoleon symboliserer, og som af mange opfattes som en, der fuldstændigt ignorerede Marx' politiske og sociale teorier.
Ved at udstille Gamle Majors tilsyneladende naivitet, viser Orwell, at selvom Marx havde ret i mange ting, så undervurderede han korruptionens og magtbegærlighedens kraft. Da Napoleon og Snowball overtager magten, bliver Gamle Major desværre et mere og mere fjernt minde i dyrenes bevidsthed. Gamle Major dukker dog igen op sidst i romanen, da hans kranium bliver gravet op og opstillet uden for laden i et af Napoleons sidste forsøg på at højne moralen.

## Gamle Major i allegorien
Historien i Kammerat Napoleon er en parallel til oprettelsen af Sovjetunionen. Gamle Major er baseret på både Lenin og Marx. Dyrene respekterer ham meget, og de graver hans kranium op og går forbi det hver dag og hilser – ligesom Lenins lig er bevaret og udstillet i Moskva. Marx, som skrev det Kommunistiske Manifest, døde inden den første kommunistiske revolution fandt sted, og Gamle Major, der grundlagde Animalismen, dør inden revolutionen på Dyrenes Gård.

Denne artikel er en oversættelse af artiklen Old Major på den engelske Wikipedia. Oversættelsen tager i sin sprogbrug desuden udgangspunkt i den danske udgave af Kammerat Napoleon (Søren Gyldendals Klassikere 2000), oversat af Ole Brandstrup.